# Willyaroo
Willyaroo är en ort i Australien. Den ligger i regionen Alexandrina och delstaten South Australia, omkring 47 kilometer sydost om delstatshuvudstaden Adelaide. Antalet invånare är 624.
Runt Willyaroo är det mycket glesbefolkat, med 6 invånare per kvadratkilometer.. Närmaste större samhälle är Strathalbyn, nära Willyaroo. 
Trakten runt Willyaroo består till största delen av jordbruksmark. Genomsnittlig årsnederbörd är 729 millimeter. Den regnigaste månaden är juni, med i genomsnitt 133 mm nederbörd, och den torraste är december, med 21 mm nederbörd.